# Премія «Люм'єр» (17-та церемонія)
17-та церемонія вручення Премії Люм'єр французької Академії Люм'єр відбулася 13 січня 2012 року в «Отель-де-Віль» у Парижі. Церемонія проходила під головуванням Катрін Жакоб. Фільм Артист отримав перемогу як «Найкращий фільм».

## Переможці та номінанти

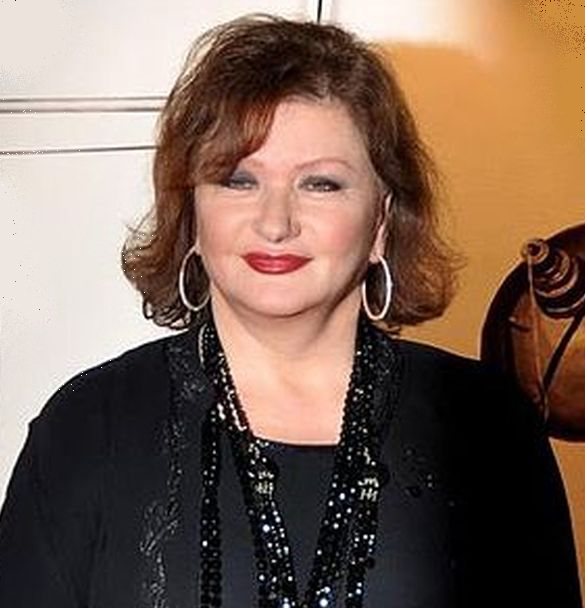
Катрін Жакоб, Президент церемонії.

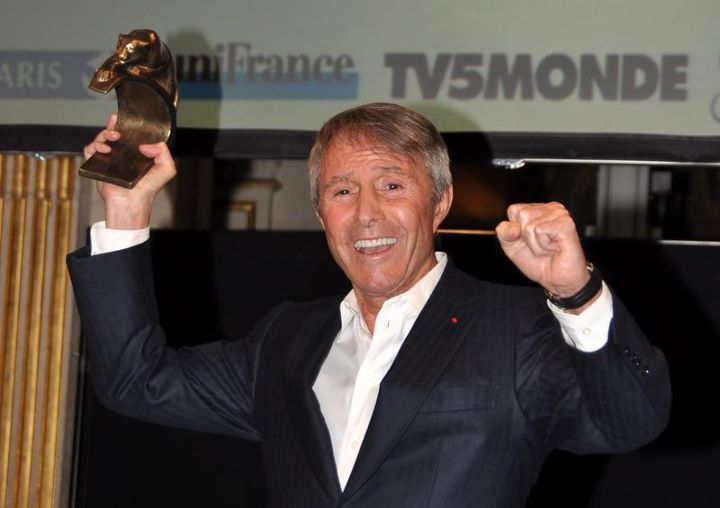
Франсіс Вебер, володар Почеснюї премії «Люм'єр».

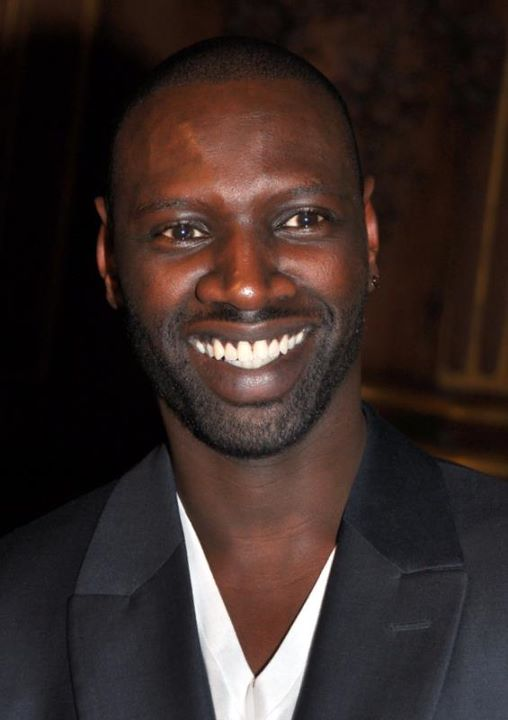
Омар Сі, Премія «Люм'єр» найкращому актору.

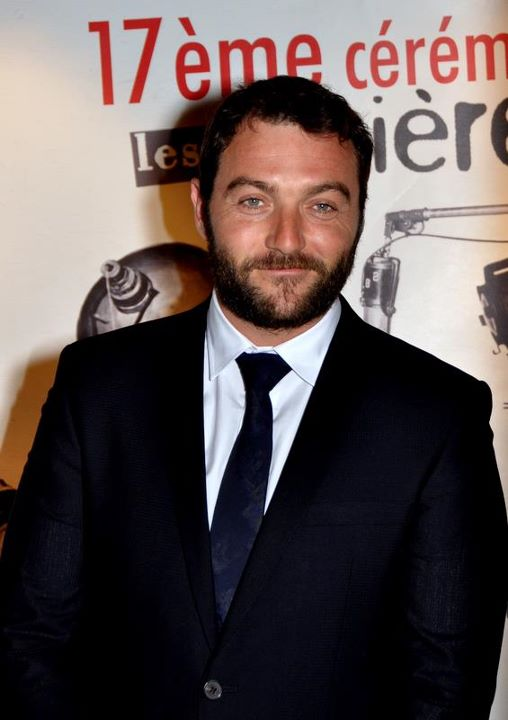
Дені Меноше, «Найперспективніший актор».

Переможців у списку виділено жирним.
| Найкращий фільм | Найкращий режисер |
| --- | --- |
| Артист - Гавр - Управління державою - Недоторкані - Будинок терпимості | Майвенн — Паліція - Акі Каурісмякі — Гавр - Мішель Азанавічус — Артист - Бертран Бонелло — Будинок терпимості - П'єр Шоллер — Управління державою                                            |
| Найкращий актор | Найкраща акторка |
| Омар Сі — Недоторкані - Андре Вільм — Гавр - Олів'є Гурме — Управління державою - Джої Старр — Паліція - Жан Дюжарден — Артист                                                                      | Береніс Бежо — Артист - Катрін Денев — Кохані - Карін Віар — Паліція - К'яра Мастроянні — Кохані - Марина Фоїс — Паліція - Валері Донзеллі — Я оголошую війну - Клотильда Ем — Анжель і Тоні |
| Найперспективніший актор | Найперспективніша акторка |
| Дені Меноше — Рідні - Гійом Гуї — Джиммі Рів'є - Грегорі Гадебуа — Анжель і Тоні - Рафаель Феррет — Припустимі винні - Махмуд Шалабі — Вільні люди                                                  | Адель Енель, Селін Саллетт та Аліс Барноль — Будинок терпимості - Анамарія Вартоломеї — Мая маленька принцеса - Зої Еран — Дівчинка-шибайголова                                              |
| Найкращий сценарій | Найкращий франкомовний фільм |
| Сніги Кіліманджаро — Жан-Луї Мілезі та Робер Гедігян - Управління державою — П'єр Шоллер - Паліція — Еммануель Берко та Майвенн - Будинок терпимості — Бертран Бонелло - Артист — Мішель Азанавічус | Пожежі — Канада Франція - Хлопчик з велосипедом — Бельгія Франція Італія - Гіганти — Бельгія - Керлінг — Канада - І куди ми тепер? — Ліван Франція Єгипет Італія                             |
| Найкращий оператор | Почесна премія |
| П'єр Айм — Паліція | Франсіс Вебер |